# Habenaria paulistana
Habenaria paulistana är en orkidéart som beskrevs av João Aguiar Nogueira Batista och Bianch. Habenaria paulistana ingår i släktet Habenaria och familjen orkidéer. Inga underarter finns listade i Catalogue of Life.